# Fort Franzensfeste

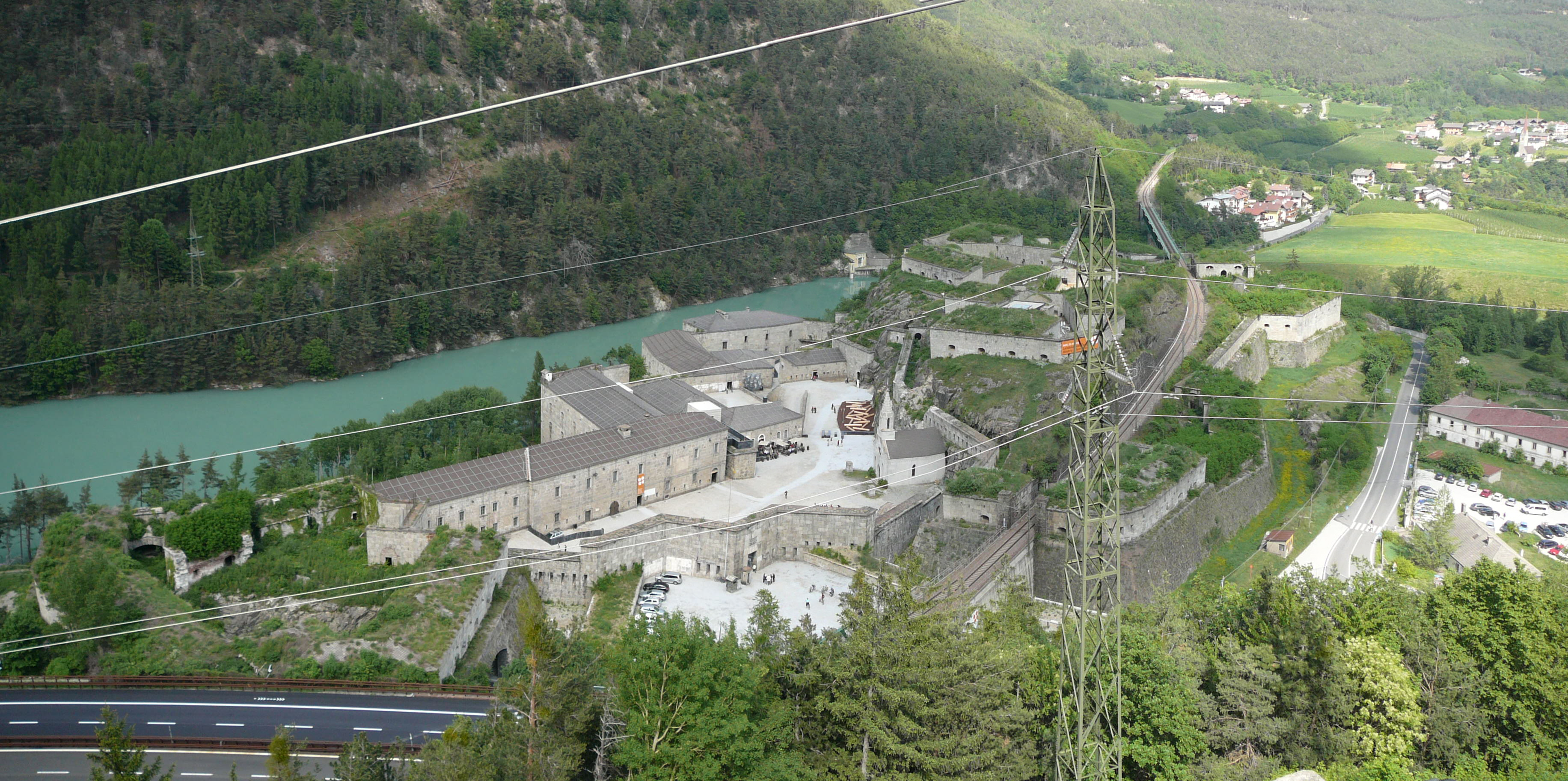
Fort Franzensfeste vanuit het bovenfort. In het zuiden is de droge gracht duidelijk zichtbaar, onderaan loopt de A22 snelweg en achter het fort ligt het Franzenfeste stuwmeer

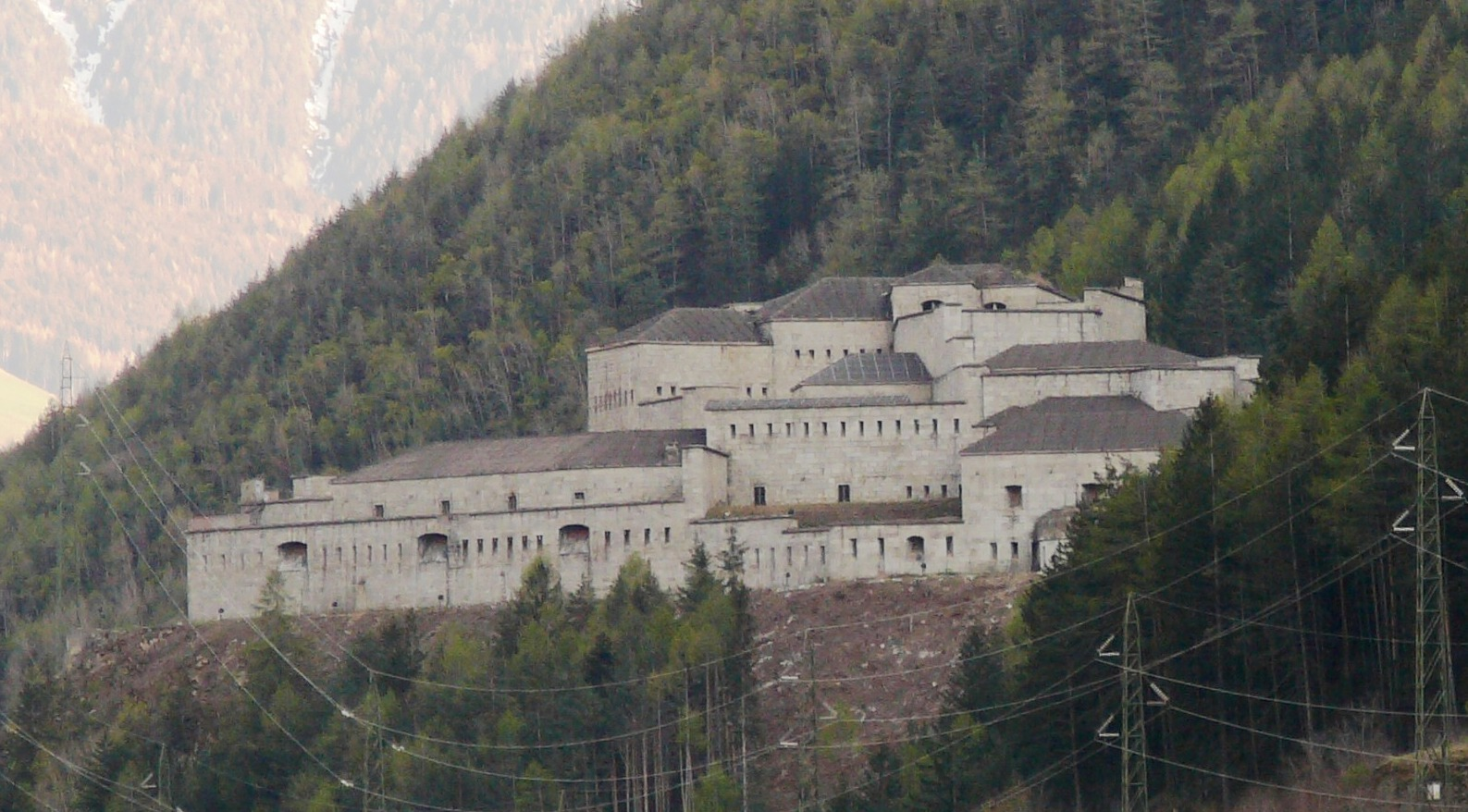
Het bovenfort

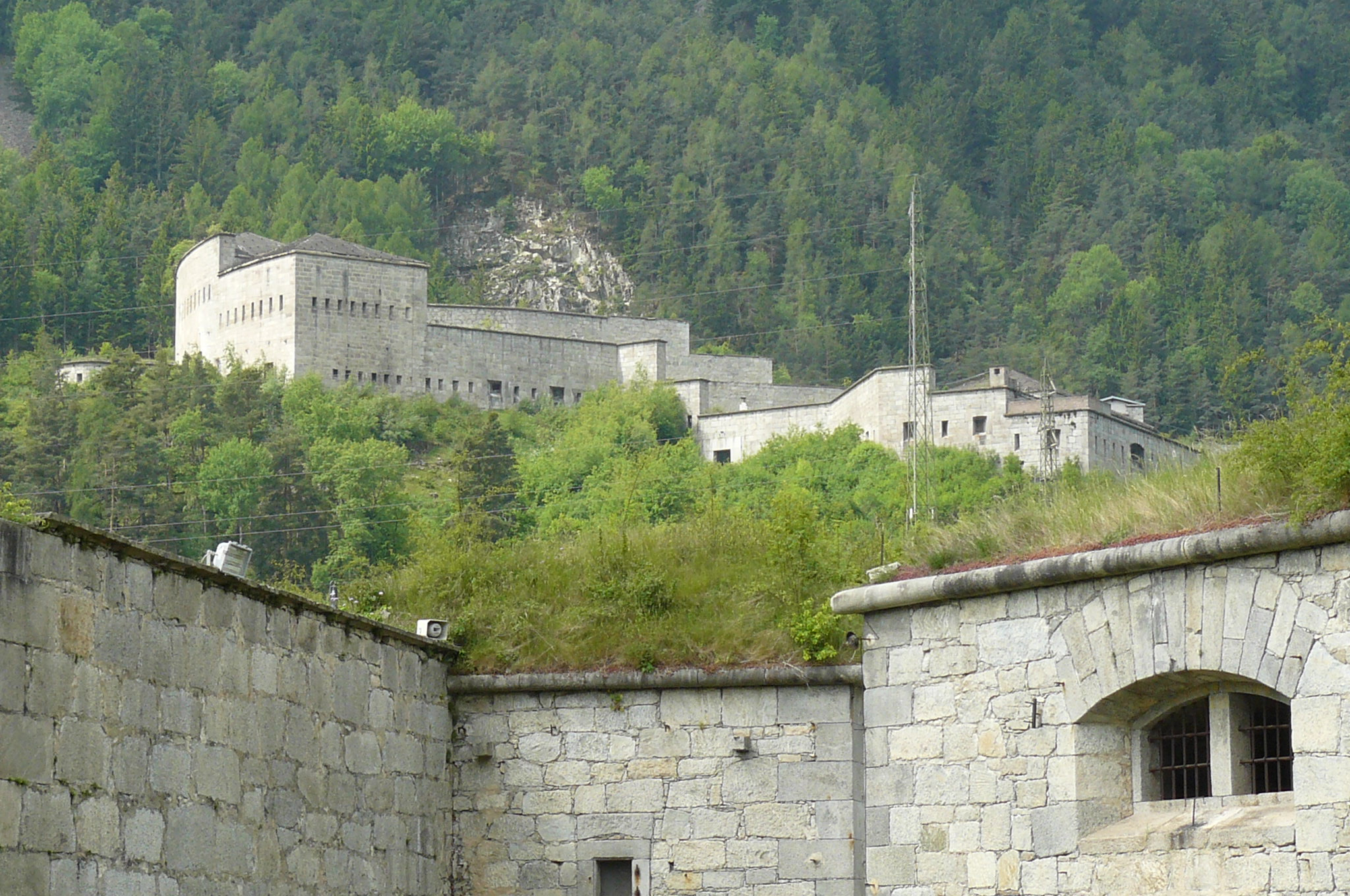
Zicht op het bovenfort vanuit het benedenfort

Fort Franzensfeste ligt ten zuiden van de plaats Franzensfeste in Zuid-Tirol. Het fort werd gebouwd  in de periode 1833 tot en 1838 in opdracht van de keizer Ferdinand I van Oostenrijk. Het werd vernoemd naar keizer Frans II. Het fort had als taak een vijandige aanval vanuit het zuiden naar de Brennerpas te verhinderen.

## Geschiedenis
In 1797 werd Oostenrijk door het Franse leger vanuit Italië aangevallen. Het leger trok op langs de rivieren Etsch en Eisack en bereikten zonder veel tegenstand de Brennerpas. Het Pustertal lag ook open waarmee Wenen bedreigd werd. Oostenrijk-Hongarije moest in Campo Formio een beschamend verdrag tekenen waarmee de strijd werd gestaakt. De zwakke plek in de verdediging werd opgemerkt en in 1801 kwam de 19-jarige aartshertog Johan van Oostenrijk met een verdedigingsplan. In de plannen werden diverse valleien afgesloten met militaire werken en de stad Brixen zou een centrale plaats in de verdediging gaan spelen. Hier kwamen de wegen van de Brennerpas en Pustertal samen. Hij kwam ook met het voorstel een groot fort in het dal van de Eisack te bouwen, maar de keizer gaf hieraan geen goedkeuring.
Rond 1830 werd het land weer bedreigd vanuit het zuiden door Franse en Italiaanse strijdkrachten. Klemens von Metternich zag het gevaar en gaf opdracht tot de bouw van diverse forten daar waar de vallei van de Eisack de Po-vallei bereikt. Verder kreeg aartshertog Johan eindelijk goedkeuring voor de bouw van zijn fort.

## Gebruik
In 1832 kreeg de militaire ingenieur Franz von Scholl opdracht de bouw te starten. Hij koos voor een functioneel ontwerp en maakte optimaal gebruik van de locatie; de vallei is ter plaatse erg smal. Er zijn eigenlijk twee forten, een beneden- en een bovenfort, die via een lange ondergrondse gang met trap met elkaar verbonden zijn. De dikke muren zijn gemaakt van lokaal beschikbaar graniet en op een paar kilometer afstand was geschikte klei gevonden voor bakstenen. Op het hoogtepunt werkten er zo’n 4000 man aan het fort. Deze werden in houten barakken nabij het fort gehuisvest.
Het fort was berekend op 90 stukken geschut waaronder mortieren, kanonnen en houwitsers. Deze hadden een bereik van circa een kilometer en konden naar het zuiden, maar ook naar het noorden worden gericht. Dit laatste was een voorzorg indien de vijand er in zou slagen andere linies te doorbreken en het fort in de rug aanvallen. In tijden van oorlog telde het fort een bemanning van 1200 man, maar in vredestijd was er circa 70 man aanwezig om het fort te bewaken en te onderhouden.
Keizer Frans II, die de bouwopdracht had gegeven, overleed in 1835. Keizer Ferdinand I was bij de officiële opening van het fort in 1838 aanwezig. De bouw had 2,6 miljoen gulden gekost, een fortuin in die tijd.
Bij de opening waren er nauwelijks kanonnen opgesteld, en door geldgebrek en de noodzaak om het geschut elders in te zetten bleef het fort lange tijd onbewapend. Alleen in 1866 kwam er bewapening om Venetiaanse opstandelingen de toegang tot de Brennerpas te ontzeggen. De opkomst van de trein en daarmee mobiele oorlogsvoering maakten grote forten ongeschikt. In 1867 reed de eerste trein tussen Bozen en Innsbruck door de Brennerpas en in 1882 werd het een verdrag tussen het Duitse Rijk, Oostenrijk-Hongarije en Italië, gesloten om elkaar te steunen in het geval van een aanval op een van hen door twee of meer grootmachten. De zuidgrens werd veilig gesteld en de status van het fort werd gereduceerd tot opslagplaats.
Aan het begin van de Eerste Wereldoorlog is Italië uit de Triple Alliantie gestapt. Het Italiaanse leger heeft de aanval geopend, maar de veldslagen vonden ver ten zuiden van het fort plaats. Op 7 november 1918 hebben Duitse troepen nog even het fort bezet, maar op 11 november vertrokken ze alweer. Na de Oostenrijks-Hongaarse nederlaag werden de provincie Trentino en het zuiden van de provincie Tirol in 1919 geannexeerd. Het fort kwam daarmee ook in Italiaanse handen.
In 1935 werd de Eisack ter hoogte van het fort afgedamd. Er kwam een 65 meter hoge dam en waterkrachtcentrale voor de opwekking van elektriciteit voor het spoornet. Het fort staat nu voor een klein deel in het Franzefeste stuwmeer.

## Goud

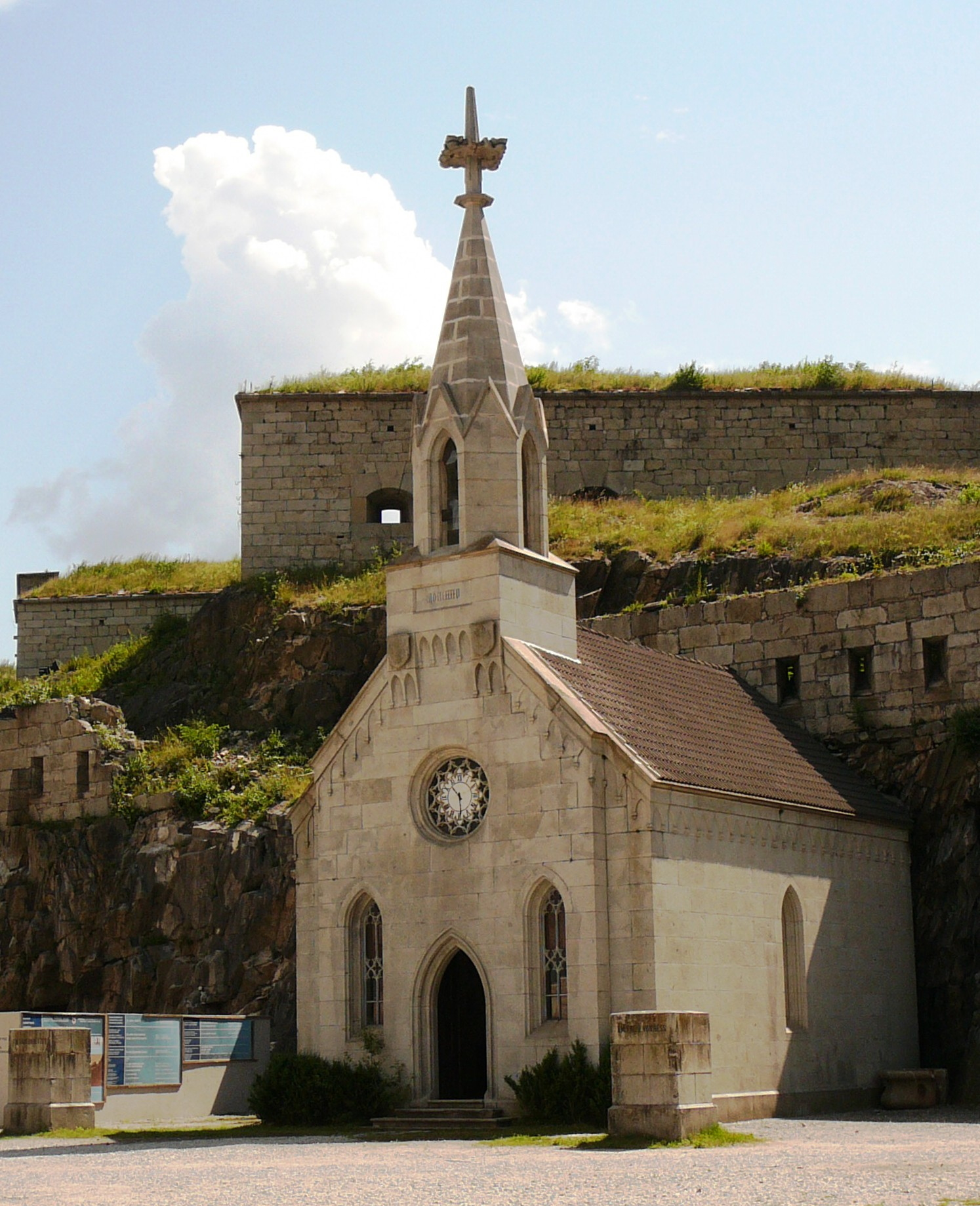
De kapel

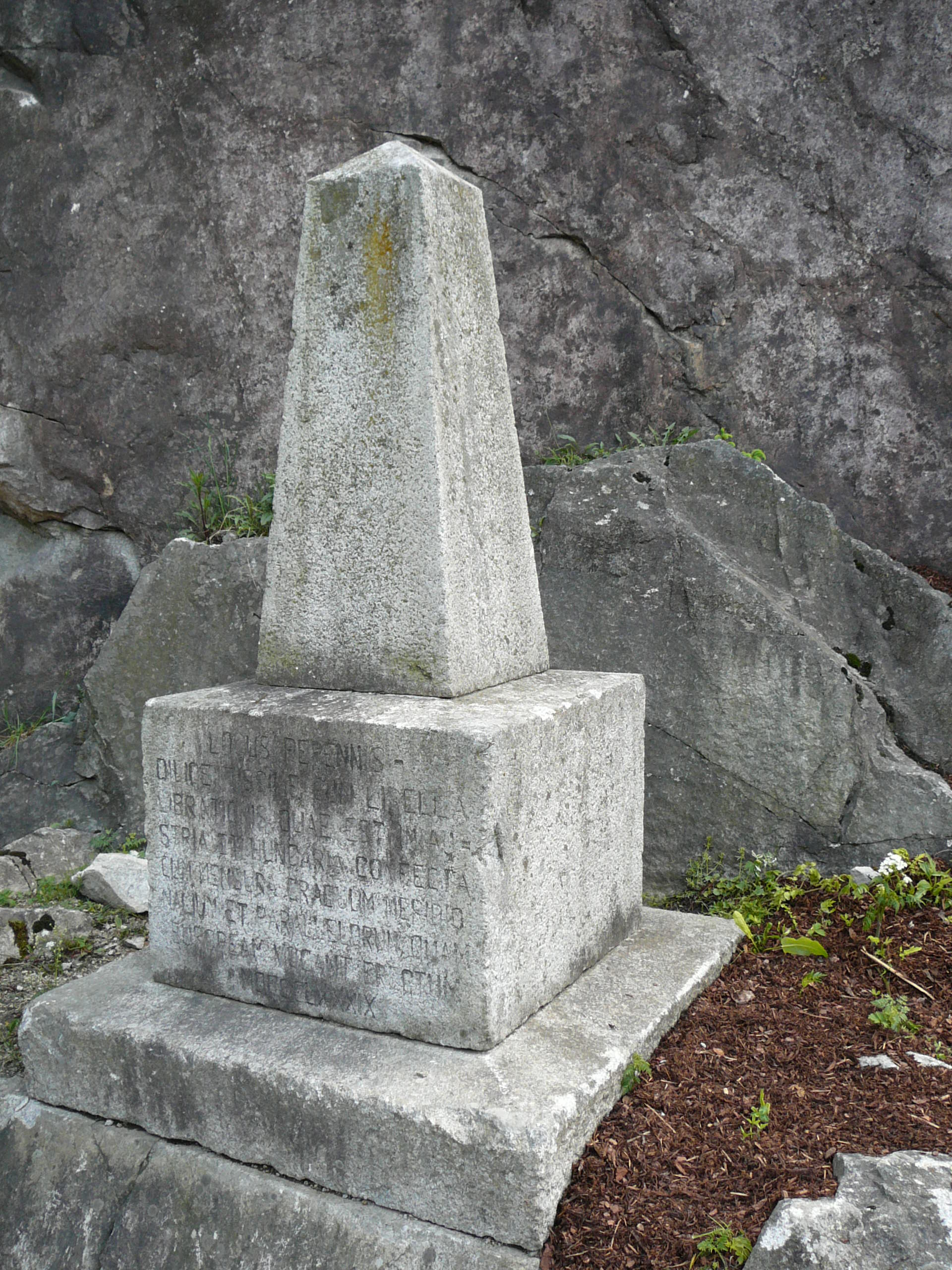
De obelisk

In de laatste jaren van de Tweede Wereldoorlog werd in het fort veel goud bewaard. Na de Duitse inval in Italië werd in december 1943 bijna 120 ton goud van de Banca d'Italia verhuisd van Rome, via Milaan, naar het Fort Franzenfeste. Hiervan is 70 ton afgevoerd naar Berlijn, Hitler wist Mussolini te overtuigen het goud af te staan om de Duitse finale overwinning te helpen financieren. In april 1944 ging circa 25 ton goud naar Zürich om oude Italiaanse schulden af te lossen. Tot slot ontdekten in mei 1945 eenheden van het Amerikaanse leger nog 25 ton goud en brachten dit terug naar de kluizen van de Italiaanse centrale bank in Rome.

## Tegenwoordige situatie
Vanwege de ondergeschikte functie van het fort en het belang van de Brennerpas als veel gebruikte transportroute tussen Noord- en Zuid-Europa is het fort nu doorsneden door de twee wegen en twee spoorlijnen. Het bovenfort is duidelijk zichtbaar vanaf de autosnelweg A22.
In 2003 heeft het leger het fort opgegeven. In 2007 werd het fort als museum ingericht en sinds 2008 is het fort grotendeels opengesteld voor het publiek. De benedenfort is vrij toegankelijk, maar het bovenfort is alleen toegankelijk onder begeleiding van een gids. Een groot deel van het benedenfort is opgeknapt, maar de gebouwen zijn bijna allemaal leeg.

## Trivia
- In het fort staat een kleine obelisk als referentiehoogte van het gemiddeld zeeniveau van de Adriatische Zee bij Triëst, ook wel bekend als meter über Adria. Het merkpunt in Franzensfeste ligt op 736,4520 meter boven de zeespiegel. Op de obelisk staat de tekst: "Hauptfixpunkt des Präzisions-Nivellements in Österreich-Ungarn, ausgeführt in Verbindung mit der Europäischen Gradmessung. Errichtet: 1893."
- Op de grote binnenplaats van het fort staat een kleine kapel. Het is een ontwerp van Gedeon von Radò en op 22 oktober 1845 door bisschop Bernhard Galura van Brixen ingewijd.

## Naslagwerken
- (de)  Christoph Hackelsberger: Die k.k. Franzensfeste: ein Monumentalwerk der Befestigungskunst des 19. Jahrhunderts. Deutscher Kunstverlag, 1986, ISBN 978-3-422-00795-6.
- (de)  Flavio Schimenti, Laura Facchinelli: Fortezza Franzensfeste – Die Festung, die Eisenbahn, das Dorf, La Fortificazione, La Ferrovia, Il Paese. Gemeinde Franzensfeste, Comune di Fortezza, Vahrn, 1998.
- (de) (en)  Dario Massimo: Die Franzensfeste. Verlag A. Weger, Brixen, 2007. ISBN 978-88-88910-45-1 (met Engelse vertaling).
- (en)  Josef Rohrer: Franzensfeste: Built for an army that never came. Bozen 2008